# جولیانو مونتالدو
جولیانو مونتالدو (به ایتالیایی: Giuliano Montaldo) (زاده ۲۲ فوریه ۱۹۳۰ – درگذشته ۶ سپتامبر ۲۰۲۳) کارگردان ایتالیایی بود.

## حرفه
در سال ۱۹۵۱ زمانی که مونتالدو هنوز دانشجویی جوان بود، توسط کارلو لیتزانی برای بازی در نقش اصلی فیلم توجه! راهزنان! استخدام شد. پس از این تجربه او به‌عنوان دستیار کارگردان با لیتزانی و جیلو پونته‌کوروو به همکاری پرداخت. او در سال ۱۹۶۰ نخستین فیلم خود را با نام پراندن کبوتر کارگردانی کرد. این فیلم که در مورد مقاومت پارتیزان بود در همان سال به بخش رقابتی جشنواره فیلم ونیز راه یافت. در سال ۱۹۶۵ فیلم بی‌باک را که نمایشی تلخ و معترضانه از توسعه اقتصادی ایتالیا بود، نوشت و کارگردانی کرد. این فیلم جایزه ویژه هیئت داروان جشنواره فیلم برلین را به‌دست‌آورد. سپس در سال ۱۹۶۷ گرند اسلم (پیروزی بزرگ) را با حضور بازیگران بین‌المللی ساخت.
مونتالدو در سال ۱۹۸۲، به کارگردانی سریال بزرگ مارکو پولو (دربارهٔ زندگی مارکو پولو جهانگرد ایتالیایی) پرداخت که برنده جایزه امی در بخش برنامه‌های تلویزیونی شد.

## گزیده فیلم‌شناسی
- شیاطین سن پترزبورگ (۲۰۰۸)
- زمانی برای کشتن (۱۹۸۹)
- مارکو پولو (سریال تلویزیونی، ۱۹۸۲)
- و آگنس مرگ را برگزید (۱۹۷۶)
- ساکو و وانزتی (۱۹۷۱)
- روز پنجم (۱۹۶۹)
- بی‌باک (۱۹۶۵)
- گرند اسلم (۱۹۶۷)
- پراندن کبوتر (۱۹۶۰)
- رها (۱۹۵۵)